# 桃色シンドローム
『桃色シンドローム』（ももいろシンドローム）は、高崎ゆうきによる日本の漫画作品。芳文社発行の『まんがタイムきららフォワード』にて、増刊号Vol.4から2010年2月号にかけて連載された。

## あらすじ
ある日スミヤはエロゲーショップの地下で眠っていた少女を発見する。その少女は第二次世界大戦中に活動していた自動人形であった。しかしそんなことに構わずスミヤはその少女を「モモ」と名付け、一緒に暮らすこととなる。

## 登場人物
スミヤ
本作の主人公。本業は大学生。エロゲ好きの変態と自他共に認めている。
物事に関して何かしらの哲学のように表現を誇張して煙に巻いたり、相手を納得させようとする事が多い。だが、結論が変態的なことも多いためしばしばモモによって出血沙汰になっている。
また自分に都合が良い（悪い）展開になると手の平を返したかのように言ったことと反対の行動をとる一面も持つ。
モモや歌奈に何かしらの変態的な要求や理論展開をしては（要求を実行に移す気はあまりないようだが）怒られたり殴られている。但しモモの攻撃に傷1つ負わずに反撃していた時期もある。
基本的に上記の様に見た目は不真面目、適当な人間であるが、歌奈の依頼を陰ながら1人で解決させたり、ナツナの勘違いを（変態的でない方向に）訂正するようなしっかりした一面や、夜中や早朝に1人でどこかに出歩いているような謎の一面があるなど、底が知れない。
苗字は1巻のプロフィールで「×××」と表されているが、2巻の時点で若干隠されながら登場している。
4～5巻にてスミヤの本名は土御門であることが明かされる。モモの創造者の分家であるらしい。よって1巻などのモモが殴りかかろうとした際、逆にしてやられた(上記)のも伏線だったようである。
土御門家は超能力のような力(陰陽師系統らしい)を受け継ぎ、研究しているようで、スミヤの身には分家でありながら本家を超越するほどの力があるとされているが、詳しい能力などは描かれていない。
余談だが、作者曰く「外見以外は作者そのもの」と言われたらしい。
モモ
正式名称「伊ノ八號（いのはちごう）」。第二次世界大戦中に土御門博士によって作られた、陰陽術により可動する兵器少女。秋葉原のエロゲーショップの地下で一糸纏わぬ姿で眠っていた。
エネルギー源は人間の血液で、発見したスミヤの鼻血によって目覚めたのだがスミヤの視線に羞恥を感じ身に纏うものを生成したところ、スミヤに「魔法少女」と認識される。
その点の誤解は解けたのだが、スミヤの家に居候させてもらうのとケーキの提供を条件に「魔法少女モモ」を名乗らされている。
スミヤの影響か、魔法少女物のアニメが好きになっている。また、戦時中の影響か甘いものが好き。
星野歌奈（ほしの　かな）
スミヤの部屋の隣に住む社会人。高校教師であるのだがお子様体型で、兵器少女たちにも「ちびっこ」と認識されている。
ドジっ子の一面を持つほか、スミヤの口車に乗せられやすい。「大人の」などといった言葉には非常に弱い。
遠出の際には自分の身の丈からすると遥かに大きな車を運転している。
スミヤとは長い付き合いがあるようで、過去のスミヤと比べて今のスミヤを「楽しそうな人っぽい」と表現しておりスミヤを驚嘆させている。
ナツナ
正式名称「727号」。外国の現役兵器少女。あまり表に出そうとしないが日本のサブカルチャーに興味を持っている。
モモの稼働信号を受けて決着を付けるために休暇をとり来日するも、スミヤに説得され現在のところは戦闘する気はない様子。
「ナツナ」はスミヤが「727」から付けた名前。当初スミヤには名付ける気はなかったのだが、スミヤの趣味を利用して名付けてもらった。
現在はスミヤと同じアパートに入居しており、突然スミヤの部屋に出現してはスミヤを驚かせている。
藤宮さん（ふじみやさん）
歌奈の学校の生徒。歌奈に対して生徒と先生以上の好意を持っている。初めて会ったときからスミヤへの不穏な動きを見せている。
少女
初対面のスミヤに「ぱぱ」と呼んで話しかけてきた少女。「ぱぱ」と呼んではスミヤに「ぱぱちがう」といった趣旨を返されている。「～せんな」「～ですな」という語尾が特徴的。時折、スミヤと外で会って話をしている。
上記の通りスミヤを「ぱぱ」と呼ぶ事や、5巻にて母との不和に悩むスミヤが、少女の「ぱぱとぱぱのママが仲直りしたわけですな!!」という台詞を思い浮かべた事などから、スミヤから何らかの力を受け継いで未来から来たスミヤの子供と思われる。
(スミヤのモノローグに『なんて　まさかね　でも　もしかしたら』ともあることから、スミヤはそうであって欲しいと思っているようである)
長髪の女性
スミヤの回想めいた心理描写に時折登場する女性。この作品に数多くちりばめられている伏線の1つだと思われる。
スミヤの母親
スミヤのマンションへ、突然モモを「回収」に来た女性。上記の長髪の女性と同一人物だと推測される。
なお「土御門家」を怨むばかりにその力が強く目覚めてしまったスミヤ自身を怨み、スミヤのことは記憶から自身で消去してしまったとされている。

## 単行本
芳文社より「まんがタイムKRコミックス」として刊行されている。
1. 第1巻（2007年11月27日発行）ISBN 978-4832276697
2. 第2巻（2008年5月27日発行）ISBN 978-4832277038
3. 第3巻（2008年11月12日発行）ISBN 978-4832277502
4. 第4巻（2009年8月11日発行）ISBN 978-4832278295
5. 第5巻（2010年3月12日発行）ISBN 978-4832278950